# Gerrit Hamann
Gerrit Hamann (* 1974 in Karl-Marx-Stadt) ist ein deutscher Schauspieler und Synchronsprecher.

## Leben
Nach einer Ausbildung zum Maler und Lackierer und mehrjähriger Tätigkeit als Handwerker sowie einem zweiten Bildungsweg als Mediengestalter und Kameramann entschied sich Gerrit Hamann schließlich für den Beruf als Schauspieler. 2003 absolvierte er seine Schauspielausbildung an der Theaterakademie Vorpommern. Seitdem war er in fast 40 Theaterstücken sowie rund 20 Filmen, Fernsehserien und Kurzfilmen zu sehen. Seit 2008 ist er als Synchronsprecher in Berlin tätig. Bekannt ist er u. a. als deutsche Synchronstimme von David Tennant, J. D. Evermore, Patrick Sabongui, Mark Duplass, Ken Marino, David Lyons und Nathan Page.

## Synchronrollen (Auswahl)
David Tennant
- 2015–2019: als Kevin Thompson / Kilgrave in Marvel’s Jessica Jones
- 2017: als Tycho Reeves in Thunderbirds Are Go
- 2019–2023: als Crowley in Good Omens
- 2021: als Phileas Fogg in In 80 Tagen um die Welt
- 2022–2023: als Der (14.) Doktor in Doctor Who
- seit 2023: als Professor Huyang in Ahsoka
- 2024: als Professor Huyang in Star Wars: Die Abenteuer der jungen Jedi
- 2024: als Tony Baddingham in Rivals

### Filme
- 2010: Shanghai: Christopher Buchholz als Karl
- 2015: Maggie: J. D. Evermore als Holt
- 2015: The Gunman: Peter Franzén als Reiniger
- 2015: Wet Hot American Summer: Ken Marino als Victor Pulak
- 2016: Sausage Party – Es geht um die Wurst als Troy
- 2017: No Way Out – Gegen die Flammen: Thad Luckinbill als Scott Norris
- 2017: Black Panther: Atandwa Kani als T'Chaka (jung)
- 2018: Bohemian Rhapsody: Aaron McCusker als Jim Hutton
- 2018: The Ballad of Buster Scruggs: Jefferson Mays als Gilbert Longabaugh
- 2020: Bombshell – Das Ende des Schweigens: Mark Duplass als Douglas Brunt
- 2020: Miss Fisher und die Gruft der Tränen: Nathan Page als Detective Jack Robinson
- 2023: Was will der Lama mit dem Gewehr?: Tandin Phubz als Phurba

### Serien
- 2012: Die Legende von Korra als Tonraq und Sokka
- 2012–2015: Miss Fishers mysteriöse Mordfälle: Nathan Page als Detective Jack Robinson (34 Folgen)
- 2013–2015: Broadchurch: Matthew Gravelle als Joe Miller (18 Folgen)
- 2014–2016: Teen Wolf: Tom Choi als Ken Yukimura (20 Folgen)
- 2015: True Detective: Riley Smith als Steve Mercier (2 Folgen)
- 2015: The Last Panthers: Kobna Holdbrook-Smith als James Davis (6 Folgen)
- 2015–2017: American Crime: Benito Martinez als Alonzo Gutiérres (16 Folgen)
- 2016: Guilt: Kevin Ryan als Patrick Ryan (10 Folgen)
- 2016: American Crime Story: Chris Conner als Jeffrey Toobin (7 Folgen)
- 2016–2018: Falling Water: Kai Lennox als Woody Hammond (20 Folgen)
- 2017: Marvel’s Inhumans: Ken Leung als Karnak Mander-Azur
- 2018: Requiem: Sam Hazeldine als Sean Howell (4 Folgen)
- 2018: Seven Seconds: David Lyons als Mike DiAngelo (10 Folgen)
- 2018: Die Wahrheit über den Fall Harry Quebert: Joshua Close als Luther Caleb (10 Folgen)
- 2018–2019: Marvel’s Cloak & Dagger: J. D. Evermore als Detective Connors (14 Folgen)
- 2019: Matrjoschka: Yoni Lota als Ryan (8 Folgen)
- 2019: Why Women Kill: Sam Jaeger als Robert Stanton (10 Folgen/Staffel 1)
- seit 2019: The Morning Show: Mark Duplass als Charlie Black
- 2020: The Bay: Jonas Armstrong als Sean Meredith (6 Folgen/Staffel 1)
- seit 2023: Ginny & Georgia: Aaron Ashmore als Gil Timmins (10 Folgen)
- 2023: The Night Agent: Enrique Murciano als Ben Almora (10 Folgen)
- 2023: What If…?: Atandwa Kani als König 'T'Chaka/Black Panther (1 Folge)
- 2025: Der freundliche Spider-Man aus der Nachbarschaft: Colman Domingo als Norman Osborn